# Календар из Колињија
Календар из Колињија је галски календар нађен у месту Колињи, у француском департману Ain (46° 23′ N 5° 21′ E / 46.383° С; 5.350° И) код Лиона 1897, поред главе бронзане статуе младе мушке фигуре. Ради се о лунисоларном календару.
Календар је угравиран на бронзаној таблици, сачуваној у 73 фрагмента, првобитно широкој 148 цм и високој 90 цм (Lambert pp. 111). На основу стила слова и пратећих објеката, вероватно потиче с краја 2. века (Lambert pp. 111). Исписан је латинским капиталима, коришћеним за натписе, на галском језику (Duval & Pinault). Обновљена таблица садржи шеснаест вертикалних стубаца, са 62 месеца распоређених у пет година.
Француски археолог J. Monard је спекулисао да су га забележили друиди, у жељи да очувају своју традицију бележења времена у време када је јулијански календар био наметнут широм Римског царства. Ипак, општи облик календара сугерише јавни, тзв. клинасти, календар (parapegmata) који се могао наћи широм грчког и римског света (Lehoux pp. 63-65, види и атички календар).
Сличан календар, пронађен у оближњој Villards d'Heria-i (46° 25′ N 5° 44′ E / 46.417° С; 5.733° И) је сачуван само у осам малих фрагмената. Сада се чува у Musée d'Archéologie du Jura у Lons-le-Saunier.

## Систем
Шаблон:Календари
Континентални келтски календар, какав је реконструисан на основу календара из Колињија и Вијар д'Ерије има следећа својства:
- Био је то лунисоларни календар, који је покушавао да синхронизује соларну годину и лунарни месец.
- Месеци су били лунарни. Проучаваоци се не слажу да ли је месец почињао младим или пуним Месецом, или можда чак првом четврти (по Плинију и Тациту).
- Обична лунарна година је имала 354 или 355 дана.
- Календарска година је почињала Samonios-ом, за који се обично претпоставља да одговара староирском Samhain-у, што би значило да је година почињала у јесен. Међутим, пошто Samon на галском значи „лето“ (Lambert pp. 112), ова претпоставка је оспорена. Le Contel и Verdier (1997) тврде да је година почињала летњим солстицијем (дугодневицом). Monard (1999) предлаже јесењу равнодневицу као почетак. Bonsing (2007) сматра да је почетак био у мају/свибњу, доследно са ирским Beltaine-om (1. мај/свибња) и фенијском литературом, нарочито Joyce (2000).
- Под 17-им Самониосом је уписано TRINVX[tion] SAMO[nii] SINDIV - „три-ноћи Самониоса данас“, што сугерише схватање да фестивал Samhain траје три ноћи.
- Соларна година је апроксимирана уметањем 13-тог, интеркалираног, месеца сваке две и по године. Додатни месеци су уметани пре Samonios-а у првој години и између Cutios-a и Giamonios-а у трећој години. Име првог интеркаларног месеца није сигурно познато, јер је текст фрагментаран; други такав месец је Ciallos bis Sonnocingos (Lambert pp. 116).
- Месеци су били подељени у две половине, почетак друге половине је био назван Atenoux. Основна јединица келтског календара је тако био полумесец, или двонедељница, што сугеришу и трагови у келтском фолклору. Прва половина је увек имала 15 дана, друга 14 или 15 наизменично (слично Хинду календарима).
- Месеци од 30 дана су били означени Mat(os), срећни, а они од 29 дана Anm(atos), несрећни.
- Обичан петогодишњи циклус не би био довољно тачан; редослед интеркаларних месеци се довршава сваких тридесет година, тј. после пет циклуса од 62 лунације (са по два интеркаларна месеца) и једног циклуса од 61 лунације (са једним интеркаларним месецом), или после укупно 11 интеркаларних месеци. Овим се претпоставља да 30 година има тачно 371 лунацију, што је тачно до у један дан сваких 20 или 21 годину, просечно. Ово је мање тачно од јулијанског календара, који греши један дан у 128 година, али који игнорише лунарне месеце. Може се претпоставити да "30-годишњи циклус“ није био обавезан и да би месец вишка био изостављан по потреби (тј. неких 300 година после настанка календара).

Тумачење atenoux-a као „ноћи у повратку“ није вероватно (Delamarre pp. 58), „обнављање“ би изгледало вероватније; тако би месец почињао младим Месецом а atenoux би указивало на обнову, тј. пун Месец.

## Галски календар у историјским изворима

### Плиније Старији
Природна Историја Плинија Старијег тврди, дискутујући о друидском сакупљању имеле (П. И. 16.95):

Имела се, међутим, тек ретко налази на храсту; и када се нађе, сакупљана је с обредима пуним религијског страхопоштовања. Ово се нарочито ради шестог дана месеца, на дан који је почетак њихових месеци и година, као и њихових векова, који код њих имају тек тридесет година. Овај дан они бирају јер месец, мада још не у средини свог тока, већ има значајну снагу и утицај; и зову га именом које означава, на њиховом језику, све-исцелитељског.

Овај коментар подржава груписање петогодишњих периода календара у 30-годишње векове, с изостављањем једног уметнутог месеца по веку, ради прецизнијег усклађивања соларног и лунарног циклуса.

### Јулије Цезар
Јулије Цезар тврди у Галским ратовима (Caesar, DBG 6.18) да дани, месеци и године почињу тамном половином, након које следи светла половина.

Сви Гали тврде да потичу од бога Диса и кажу да су ову традицију пренели Друиди. Из тог разлога они рачунају одељке сваког доба, не по данима, већ по ноћима; они одржавају рођендане и почетке месеци и година у таквом поретку да дан следи иза ноћи.

Ово је доследно с календарским месецом који почиње с тамним Месецом, или на шести дан Месеца као код Плинија; не слаже се с почетком месеца на пун Месец, како се помиње у многим неопаганским дискусијама календара из Колињија.

## Месеци
Редослед имена месеци из следеће таблице претпоставља да календар почиње с јесењом равнодневицом и потиче из анализе Monard-a (1999) и др.
| #  | Имена месеци     | Јулијански месеци | Примедба                                                 |
| -- | ---------------- | ----------------- | -------------------------------------------------------- |
| 1  | SAMON[IOS]       | (Окт/Нов.)        | видети Samhain за етимологију                            |
| 2  | DVMANN[OSIOS]    | (Нов/Дец.)        | „тамни"?                                                 |
| 3  | RIVROS           | (Дец/Јан,)        | уп. ирско reo „мраз“                                     |
| 4  | ANAGANTIO[S]     | (Јан/Феб.)        |                                                          |
| 5  | OGRONIOS         | (Феб/Мар.)        |                                                          |
| 6  | CVTIOS           | (Mar/Apr.)        | уп. ирско cith/cioth „пљусак кише“                       |
|    | (SONNOCINGOS)    |                   | „почетак пролећа"?                                       |
| 7  | GIAMONIOS        | (Апр/Мај)         | в. етимолошки део Samhain-a, уп. ирско geimhreadh „зима“ |
| 8  | SIMIVISONNA[COS] | (Мај/Јун)         | „средина пролећа"?                                       |
| 9  | EQVOS            | (Јун/Јул)         | „коњ“ или „стока“                                        |
| 10 | ELEMBIV[IOS]     | (Јул/Авг.)        |                                                          |
| 11 | EDRINI[OS]       | (Авг/Сеп.)        |                                                          |
| 12 | CANTLOS          | (Сеп/Окт)         |                                                          |

За фестивале Beltane (пун Месец Гиамониоса) и Lughnasadh (пун Месец Елембивиоса) се тврдило да су индиковани посебним ознакама  Архивирано на веб-сајту  (15. јун 2006). Није индицирана кореспонденција са Imbolc-ом (пун Месец Анагантиоса).